# He Luli
He Luli (chinesisch 何魯麗 / 何鲁丽, Pinyin Hé Lǔlì, W.-G. Ho Lu-li; * Juni 1934 in Jinan, Shandong, China; † 19. März 2022) war eine chinesische Medizinerin und Politikerin des Revolutionären Komitees der Kuomintang, einer von acht Blockparteien außerhalb der Kommunistischen Partei Chinas, und ab 1998 unter anderem Vizevorsitzende des Ständigen Ausschusses des Nationalen Volkskongresses.

## Leben
Nach dem Schulbesuch studierte He Medizin am Beijing Medical College und war nach Beendigung dieses Studiums 1957 als Ärztin am Kinderkrankenhaus von Peking tätig.
1984 begann sie sich auch politisch zu engagieren und war zunächst stellvertretende Leiterin der Volksregierung von Xicheng, einem Stadtteil Pekings, ehe sie zwischen 1988 und 1993 Vize-Bürgermeisterin von Peking war. Zugleich war sie zwischen 1988 und 1998 Mitglied des Ständigen Ausschusses des Nationalausschusses der Politischen Konsultativkonferenz des chinesischen Volkes sowie von 1988 bis 1996 Vizevorsitzende des Zentralkomitees (ZK) des Revolutionären Komitees der Kuomintang.
Neben ihrem politischen Engagement arbeitete He Luli von 1988 bis 1996 auch als Ärztin am Krankenhaus Nr. 2 von Peking und wurde 1988 auch Vizevorsitzende des Stadtkomitees des Revolutionären Komitees der Kuomintang von Peking, ehe sie zwischen 1992 und 1997 Vorsitzende dieses Stadtkomitees war. Darüber hinaus wurde sie 1993 Vizepräsidentin des Exekutivkomitees der All-China Women’s Federation, des Dachverbandes der chinesischen Frauenorganisationen. 1994 wurde ihr der Rotbannerorden verliehen.
1996 wurde He Luli schließlich Vorsitzende des ZK des Revolutionären Komitees der Kuomintang und damit bis 2007 Vorsitzender dieser Partei. Daneben wurde sie 1996 auch Vizevorsitzende des Nationalausschusses der Politischen Konsultativkonferenz des chinesischen Volkes und behielt diese Funktion bis 1998. In diesen Funktionen war sie 1997 zudem Mitglied des Komitees zur Übernahme von Hongkong als Sonderverwaltungszone (Special Administrative Region).
Ab 1998 war He Luli Vizevorsitzende des Ständigen Ausschusses des Nationalen Volkskongresses.
Darüber hinaus wurde sie 1999 Präsidentin der Zentralen Sozialistischen Akademie, Ehren-Vizepräsidentin der Rotkreuzgesellschaft von China sowie Mitglied des Komitees zur Vorbereitung der Übernahme von Macau als Sonderverwaltungszone. Ab 2000 war sie außerdem Präsidentin der China Population Welfare Foundation.